# Annales maximi
Los Annales maximi o Annales Pontificis Maximi eran una colección de anales mantenidos por el Pontifex maximus durante la República romana.

## Archivos
Para Macrobio y Festo, se les llamaba maximi no por su tamaño, sino porque estaban redactadas por el Pontifex maximus.
Según los testimonios de Cicerón y del gramático Servio, todos los años hasta Publio Mucio Escévola, el sumo sacerdote de la colina Capitolina registraba los eventos públicos más notables ocurridos en tierra y mar y los nombres de los cónsules y de los otros magistrados. Mantenía un registro detallado y publicaba una versión abreviada en un tablero especial pintado de blanco denominado album, una tabula dealbata, por fuera de la Regia, residencia del pontífice. Allí se podían leer los prodigios, los grandes juicios, los hechos militares y los tratados, que tuvieron lugar durante el año.
Cicerón se refiere explícitamente a esta práctica, y Catón el Viejo condenó su aparente trivialidad y superstición (también como el hecho de que hizo un seguimiento de malas noticias, como las hambrunas). Los registros más tempranos fueron relatos de eventos mitológicos, lo que daba crédito al rechazo de Catón. Cicerón calificaba a los Annales Maximi como una obra agradable (jucundius) por su amigo Ático, lo que debería entenderse como una broma sobre su sequía literaria.
Sin embargo, los primeros historiadores romanos utilizaron ampliamente los Annales maximi, y los registros llegaban, según Cicerón, hasta el 400 a. C.

## Supervivencia de los archivos
Para la época de los Gracos , cuando se terminaron los annales, se llegó a ochenta libros. Un desafortunado incendio se produjo en el año 148 a. C. en el foro destruyendo en gran parte la Regia, con sus preciosos archivos. Aunque la pérdida debió ser grande para los historiadores romanos posteriores, el Pontifex maximus Publio Mucio Escévola en c. 130 a. C. habría publicado en dos libros un resumen de estos archivos antiguos. Algunos fragmentos han sido conservados por autores de la Antigüedad.
Tras el pontificado de Escévola, la práctica de compilar annales fue llevada a cabo por varios escritores no oficiales, de los que Cicerón nombra a Catón, Quinto Fabio Píctor y Pisón. Los Annales se suelen identificar con los Commentarii Pontificum citados por Tito Livio, aunque bien pueden ser distintos, siendo estos últimos más completos y circunstanciales.
Bajo el Imperio Romano, Quintiliano evoca el arcaísmo y la oscuridad de sus giros como un contraejemplo de expresión.